# Ernst Röttger
Ernst Röttger (* 19. April 1899 in Kassel; † 21. Juli 1967 ebenda) war ein informeller deutscher Maler, Hochschullehrer und Kunstpädagoge. 

## Ausbildung
Röttger studierte an der Kunstgewerbeschule in Kassel und an der Kunstgewerbeschule Nürnberg. 1939 wurde er an die Kunstakademie Kassel berufen. 1947 wurde er zum Professor für Grundkurse mit Hermann Mattern, Hans Leistikow, Arnold Bode, Stephan Hirzel und Heinrich Lauterbach an der wiedergegründeten Staatlichen Werkakademie in Kassel ernannt. Er war Leiter des Marionetten-Studios und Leiter der Werkstatt für Holzbearbeitung. 1946 gehörte er zu den Gründungsmitgliedern der Hessischen Sezession um Arnold Bode.
Ernst Röttgers Vater war der Schwager des Buchhändlers Fritz Lometsch.
In der Kasseler documenta urbana wurde eine Straße nach Ernst Röttger benannt.

## Schüler
- Gerhard Büttenbender
- Robert Sturm (Bildhauer)

## Ausstellungen
- 1955: Gruppe Kassel. KasselerKunstVerein, Kassel

## Museale Rezension
- Neue Galerie, Kassel

## Veröffentlichungen
- Le jeu qui crée